# Кульчар, Дьёзё
Дьё́зё Ку́льчар (венг. Kulcsár Győző; 8 октября 1940, Будапешт — 19 сентября 2018, там же) — венгерский фехтовальщик, четырёхкратный олимпийский чемпион, многократный чемпион мира.

## Биография
Начал заниматься фехтованием в 1958 году. Выступал как в соревнованиях по рапире, так и по шпаге. Именно как шпажист стал четырёхкратным олимпийским чемпионом, обладателем двух бронзовых олимпийских медалей, а также чемпионом мира 1970, 1971 и 1978 годов, серебряным призёром мировых первенств 1969 и 1973 годов, бронзовых призёром 1963, 1967, 1974, 1975 годов (командные соревнования).
Восемь раз становился чемпионом Венгрии в соревнованиях по шпаге, и дважды — по рапире.
В 1968 году окончил Технологический университет по специальности «инженер», а в 1976 году — Будапештский институт физкультуры.
По окончании спортивной карьеры в 1980 году работал генеральным секретарем Федерации фехтования Венгрии, был главным тренером сборной Венгрии. В 1988 году уехал в итальянский клуб «Про Верчелли», где подготовил олимпийского чемпиона Маурицио Рандаццо и чемпионку мира Элизу Уга. В 2001 году вернулся в Венгрию, в клуб «Гонвед», где тренировал олимпийскую чемпионку Тимеа Надь, чемпионов мира Кристиана Кульчара (своего племянника, также завоевавшего на Олимпиаде 1992 года серебряную медаль в командном зачёте шпажистов) и Габора Божко.
В 2004 году назван спортсменом нации (:hu).
С 2005 года — член правления Олимпийского комитета Венгрии.
Его дочь является профессиональной теннисисткой.
Ушёл из жизни 19 сентября 2018 года в Будапеште.